# Liste der Bodendenkmäler in Hof (Saale)
Auf dieser Seite sind die Bodendenkmäler in der oberfränkischen kreisfreien Stadt Hof zusammengestellt. Diese Tabelle ist eine Teilliste der Liste der Bodendenkmäler in Bayern. Grundlage ist die Bayerische Denkmalliste, die auf Basis des Bayerischen Denkmalschutzgesetzes vom 1. Oktober 1973 erstmals erstellt wurde und seither durch das Bayerische Landesamt für Denkmalpflege geführt wird. Die folgenden Angaben ersetzen nicht die rechtsverbindliche Auskunft der Denkmalschutzbehörde.

## Bodendenkmäler in Hof
| Lage                                | Objekt | Akten-Nr.     | Bild |
| ----------------------------------- | --- | ------------- | ---- |
| Unterkotzau Hof (Saale) (Standort)  | Mittelalterliche Vorgängeranlagen und untertägige Teile des neuzeitlichen ehem. Rittergutes Unterkotzau.                                                       | D-4-5637-0025 |      |
| Hof Hof (Saale) (Standort)          | Untertägige mittelalterliche und frühneuzeitliche Siedlungsteile im Bereich der Altstadt von Hof.                                                              | D-4-5637-1000 |      |
| Hof Hof (Saale) (Standort)          | Untertägige Teile der spätmittelalterlichen und frühneuzeitlichen Evang.-Luth. Pfarrkirche St. Lorenz von Hof.                                                 | D-4-5637-1001 |      |
| Hof Hof (Saale) (Standort)          | Untertägige spätmittelalterliche und frühneuzeitliche Siedlungsteile im Bereich der Hofer Neustadt.                                                            | D-4-5637-1002 |      |
| Hof Hof (Saale) (Standort)          | Untertägige Teile der spätmittelalterlichen und frühneuzeitlichen Evang.-Luth. Pfarrkirche St. Michaelis von Hof.                                              | D-4-5637-1003 |      |
| Hof Hof (Saale) (Standort)          | Untertägige Teile der spätmittelalterlichen und frühneuzeitlichen Befestigung der Neustadt von Hof.                                                            | D-4-5637-1004 |      |
| Hof Hof (Saale) (Standort)          | Untertägige Teile der spätmittelalterlichen Inneren Vorstadt von Hof.                                                                                          | D-4-5637-1005 |      |
| Hof Hof (Saale) (Standort)          | Untertägige Teile der spätmittelalterlichen Äußeren Vorstadt sowie untertägige Teile des spätmittelalterlichen bis frühneuzeitlichen Scheunenviertels von Hof. | D-4-5637-1006 |      |
| Hof Hof (Saale) (Standort)          | Untertägige Teile der spätmittelalterlichen bis frühneuzeitlichen westlichen Vorstadt von Hof.                                                                 | D-4-5637-1007 |      |
| Hof Hof (Saale) (Standort)          | Untertägige Teile der spätmittelalterlichen bis frühneuzeitlichen östlichen Vorstadt von Hof.                                                                  | D-4-5637-1008 |      |
| Hof Hof (Saale) (Standort)          | Untertägige Teile des mittelalterlichen und frühneuzeitlichen Clarissen- und Franziskanerklosters von Hof.                                                     | D-4-5637-1009 |      |
| Hof Hof (Saale) (Standort)          | Untertägige Teile des ehem. mittelalterlichen und frühneuzeitlichen Schlosses von Hof.                                                                         | D-4-5637-1010 |      |
| Hof Hof (Saale) (Standort)          | Untertägige Teile und vermutlich Vorgängerbauten der 1706 errichteten und 1878 umgestalteten Unteren Steinernen Brücke in Hof.                                 | D-4-5637-1011 |      |
| Hofeck Hof (Saale) (Standort)       | Archäologische Befunde im Bereich des spätmittelalterlichen Schlosses Hofeck mit Wirtschaftshof und untertägigen Teilen der frühneuzeitlichen Gartenanlage.    | D-4-5637-1015 |      |
| Hof Hof (Saale) (Standort)          | Befunde des Mittelalters und der frühen Neuzeit im Bereich der Evang.-Luth. Hospitalkirche U. L. Frau von Hof.                                                 | D-4-5637-1059 |      |
| Hof Hof (Saale) (Standort)          | Befunde des späten Mittelalters und der frühen Neuzeit im Bereich der ehem. Erhardskapelle in Hof.                                                             | D-4-5637-1060 |      |
| Leimitz Hof (Saale) (Standort)      | Befunde des späten Mittelalters im Bereich eines markgräflichen Wartturms.                                                                                     | D-4-5637-1063 |      |
| Martinsreuth Hof (Saale) (Standort) | Mittelalterlicher Turmhügel. | D-4-5737-0025 |      |
| Moschendorf Hof (Saale) (Standort)  | Befunde im Bereich des ehem. mittelalterlichen und frühneuzeitlichen Rittergutes Sachs in Krötenbruck.                                                         | D-4-5737-0042 |      |
| Hof Hof (Saale) (Standort)          | Untertägige Teile eines Herrschaftssitzes, Stelzenhof mit ehem. Wirtschaftsgebäuden, des Mittelalters und der frühen Neuzeit.                                  | D-4-5737-0043 |      |